# يوليا كوريا
يوليا كوريا (بالرومانية: Iulia Curea)‏ مواليد 8 أبريل 1982 في باكاو، رومانيا، هي لاعبة كرة يد رومانية تلعب كجناح أيسر. مثلت منتخب رومانيا لكرة اليد للسيدات.

## سجل المنافسة
شاركت في البطولات التالية:
- بطولة العالم لكرة اليد للسيدات 2011
- بطولة أوروبا لكرة اليد للسيدات 2012

## روابط خارجية
- يوليا كوريا على موقع الاتحاد الأوروبي لكرة اليد (الإنجليزية)